# 雄鷹台山 (赤穂市)
雄鷹台山（おたかだいやま）は兵庫県赤穂市にある山。

## 概要
標高253m。ふるさと兵庫100山の一つ。
赤穂市街地にある播州赤穂駅から北北東へ約1kmの所に位置する。山裾を東から南へJR赤穂線、国道250号が通り、千種川が流れる。北西には当山より標高が約50m高い高山がある。市街地に近く登山道は整備されていて比較的容易に登れる山である。

## みどころ
山頂南側の尾根にはドウダンツツジが多く、春頃には白い花が咲き乱れ、秋頃には紅葉が広がる。尾根の中腹には満天星広場が整備されている。なお、満天星とはドウダンツツジの漢字表記である。
山頂からは南方の景色が望める。赤穂市街から小豆島まで見渡すことができる。